# Juno Cup
Der Juno Cup ist ein jährliches Eishockey-Spiel, das im Zusammenhang mit dem Juno Award steht. Er wurde das erste Mal bei den Juno Awards 2004 ausgetragen.  Bei dem Spiel handelt es sich um eine Benefizveranstaltung zugunsten von MusiCounts, einer Wohltätigkeitsorganisation, die sich um musikalische Bildung kümmert und die von der CARAS betrieben wird, die auch die Verleihung des Juno Award ausrichtet. Der JunoCup hat bislang mehr als 700.000 Dollar für MusiCounts eingebracht.
Das Spiel wird immer zwischen dem Team NHL Greats, das aus ehemaligen Profispielern der National Hockey League besteht, und einem Team namens The Rockers, das aus Rockmusikern besteht, ausgetragen. Die NHL Greats haben bisher fast jedes Spiel gewonnen, außer die Spiele vor den Juno Awards 2009, Juno Awards 2019 und Juno Awards 2023.
2021 und 2002 konnte das Spiel wegen der COVID-19-Pandemie in Kanada nicht ausgetragen werden. Auch 2022 fiel das Event aus.

## Übersicht
| Jahr | Datum     | Stadt                            | Ort                                             | Sieger      | Tore       |
| ---- | --------- | -------------------------------- | ----------------------------------------------- | ----------- | ---------- |
| 2004 | 2. April  | Edmonton, Alberta                | AgriCom Arena                                   | NHL Greats  | 12-8       |
| 2005 | 1. April  | Selkirk, Manitoba                | Selkirk Rec Complex                             | NHL Greats  | 6-5        |
| 2006 | 31. März  | Halifax, Nova Scotia             | Halifax Forum                                   | NHL Greats  | 12-11      |
| 2007 | 30. März  | Prince Albert, Saskatchewan      | Art Hauser Centre                               | NHL Greats  | 11-9       |
| 2008 | 4. April  | Calgary, Alberta                 | Stampede Corral                                 | NHL Greats  | 16-5       |
| 2009 | 27. März  | Vancouver, British Columbia      | UBC Thunderbird Arena                           | The Rockers | 12-11 (SO) |
| 2010 | 16. April | Torbay, Neufundland und Labrador | Jack Byrne Arena                                | NHL Greats  | 9-8        |
| 2011 | 25. März  | Toronto, Ontario                 | Ricoh Coliseum                                  | NHL Greats  | 13-10      |
| 2012 | 30. März  | Ottawa, Ontario                  | Nepean Sportsplex                               | NHL Greats  | 12-10      |
| 2013 | 19. April | Moose Jaw, Saskatchewan          | Mosaic Place                                    | NHL Greats  | 9-8        |
| 2014 | 28. März  | Winnipeg, Manitoba               | MTS Iceplex                                     | NHL Greats  | 10-9       |
| 2015 | 13. März  | Hamilton, Ontario                | Dave Andreychuk Mountain Arena & Skating Centre | NHL Greats  | 9-7        |
| 2016 | 1. April  | Calgary, Alberta                 | Max Bell Centre                                 | NHL Greats  | 12-10      |
| 2017 | 31. März  | Ottawa, Ontario                  | TD Place Arena                                  | NHL Greats  | 13-12      |
| 2018 | 23. März  | Vancouver, British Columbia      | Bill Copeland Sports Centre                     | NHL Greats  | OTS        |
| 2019 | 15. März  | London, Ontario                  | Western Fair District Sports Centre             | The Rockers | 7-5        |
| 2023 | 13. März  | Edmonton, Alberta                | Rogers Place                                    | The Rockers | 4-3        |